# 黑幫的我成了高中生
《黑幫的我成了高中生》（：／）是一部改編自同名網路小說，於2024年5月29日至6月19日間播出的韓國奇幻電視劇，由導演李成澤、編劇鄭多熙合作打造。
剧集首两集于2024年2月22日在星聚汇首映。臺灣由friDay影音於7月10日播出。

## 劇情概要
講述想要上大學的47歲黑幫老大金德八，為了救一個因校園暴力的19歲高中生宋理憲卻意外靈魂穿到對方身上的故事。

## 演员陣容
- 尹燦榮飾演宋理憲：因個性膽小、身材矮小而不易被注意到的19歲高中生。
- 奉宰鉉飾演崔世景：是個儀表堂堂、公認的模範生，看似一切都很完美，但隱藏的性格非常敏感。
- 元太旼（원태민）飾演金東水：德八的直屬部下。
- 高東煜（고동욱）飾演韓宗哲：德八的部下。
- 朱奫璨（주윤찬）飾演洪載民：長期霸凌宋理憲的同學。
- 李瑞鎮（特別出演）飾演金德八：黑幫老大。
- 徐泰華飾演崔明憲：崔世景的父親。
- 李姬珍飾演宋慜徐：宋理憲的母親。
- 黃寶羅飾演李美京：宋理憲生父的秘書。
- 李璟榮飾演徐七星：七星派的會長，德八的老大。

## 電視播出收視率
| 集數 | 播出日期      | 尼爾森收視率（全國） |
| ---- | ------------- | -------------------- |
| 1    | 2024年6月12日 | —                    |
| 2    | 2024年6月12日 | —                    |
| 3    | 2024年6月19日 | 0.145%               |
| 4    | 2024年6月19日 | 0.145%               |
| 5    | 2024年6月26日 | 0.278%               |
| 6    | 2024年6月26日 | 0.278%               |
| 7    | 2024年7月3日  | 0.155%               |
| 8    | 2024年7月3日  | 0.155%               |

## 來源
1. ↑  Nath, Nikita. . Yahoo Entertainment. 2024-06-10  [2024-06-22]. （原始内容存档于2024-06-21） （美国英语）.
2. ↑  Jae-hwan, Park. . 2024-02-05  [2024-07-11]. （原始内容存档于2024-05-19） –Naver （韩语）.
3. ↑  . Daum.   [2024-07-14]. 原始内容存档于2024-07-14 （韩语）.
4. ↑  황소영. . JTBC新聞. 2024-06-12  [2024-07-14]. （原始内容存档于2024-07-14）.

## 電視節目的變遷
| 香港 Viu 頻道 每日 22:00 - 23:00                            | 香港 Viu 頻道 每日 22:00 - 23:00                    | 香港 Viu 頻道 每日 22:00 - 23:00        |
| ----------------------------------------------------------- | --------------------------------------------------- | --------------------------------------- |
|                                                             | 黑幫的我成了高中生 （2025年3月22日－2025年3月31日） |                                         |
| 我明目張膽地夢想成為灰姑娘 （2025年3月12日－2025年3月21日） | 好搭檔 （2025年4月1日－2025年4月23日）              |                                         |
| 香港 ViuTV 星期一至五 20:30 - 21:30                         |                                                     |                                         |
| 我們，家 （2025年4月21日－2025年5月13日）                   | 黑幫的我成了高中生 （2025年5月14日－2025年5月27日） | 好拍檔 （2025年5月28日－2025年6月27日） |